# Lahenoja
De Lahenoja is een sloot annex beek in de Zweedse gemeente Övertorneå. Het riviertje van ongeveer 2 kilometer ontstaat aan de westrand van Hedenäset, stroomt naar het zuidoosten en buigt ten zuiden van het dorp naar de Torne toe.